# Joyce Muthoni Njeru
Joyce Muthoni Njeru, née le 16 avril 1997, est une coureuse de fond kényane spécialisée en course en montagne. Elle a remporté la Coupe du monde de course en montagne 2021, 2022 et 2023, la Golden Trail World Series 2024 ainsi que la médaille de bronze sur l'épreuve en montée et descente aux championnats du monde de course en montagne et trail 2023.

## Biographie

### Débuts
Issue d'une famille de cinq enfants, Joyce Muthoni Njeru fait ses débuts en course à pied très tôt durant son enfance et participe à sa première compétition à l'âge de 10 ans qu'elle remporte. En 2012, elle rejoint le Mutual Fair Exchanges Athletics Club où elle est entraînée par Francis Kamau. Parallèlement à sa carrière sportive, elle s'enrôle dans les forces de défense du Kenya.
Elle rejoint l'équipe autrichienne run2gether en 2017 et démontre de bons résultats en course en montagne. Elle remporte notamment sa première course, la course de montagne du Gernkogel et termine deuxième de la Val Gardena Mountain Run derrière l'Allemande Michelle Maier.
Ses bons résultats en course en montagne lui valent une sélection pour les championnats du monde de course en montagne 2018 à Canillo aux côtés de Lucy Wambui Murigi, Viola Jelagat et Purity Kajuju Gitonga. Joyce termine treizième et permet au Kenya de remporter la première médaille d'or au classement par équipes.

### 2021: Premiers succès en Coupe du monde
Elle se révèle véritablement en 2021. Le 11 juillet, elle prend part à la course de montagne du Grossglockner, deuxième manche de la Coupe du monde de course en montagne. Suivant dans un premier temps ses compatriotes Purity Kajuju Gitonga et Lucy Wambui Murigi, elle hausse le rythme en fin de course et double ses coéquipières pour remporter la victoire.
Le 1er août, elle prend le départ du Fletta Trail à Malonno. Annoncée comme rivale de l'Autrichienne Andrea Mayr, elle doit dans un premier temps se défaire de sa compatriote Lucy Wambui Murigi puis résister à la remontée de Francesca Ghelfi. En fin de course, elle tire avantage des faiblesses d'Andrea Mayr dans les descentes pour s'emparer de la tête. Elle s'impose en 1 h 38 min 44 s, signant un nouveau record féminin du parcours.
Le 15 août, elle se rend à Janské Lázně avec ses coéquipiers de l'équipe run2gether pour participer au semi-marathon de Krkonoše. Sans réelle concurrence, elle domine la course du début à la fin mais voit la surprenante Barbora Macurová revenir sur elle dans la descente finale. Joyce s'impose tout de même avec 25 secondes d'avance sur cette dernière. Une semaine plus tard, elle remporte aisément la course de montagne du Kitzbüheler Horn, devançant de plus de six minutes sa plus proche poursuivante.
Le 26 septembre, elle prend la tête de course du Trofeo Ciolo, suivie de près par sa compatriote Lucy Wambui Murigi. En fin de course, Joyce hausse le rythme et distance sa compatriote pour remporter la victoire. Elle s'assure ainsi de remporter le classement Classique de la Coupe du monde, ayant décroché trois victoires. Une semaine plus tard, elle se rend à Zumaia pour prendre part à la dernière manche classique de la Coupe du monde de course en montagne. Faisant fi de la pluie, elle démontre sa domination en s'adjugeant une nouvelle victoire, à nouveau devant Lucy Wambui Murigi et confirme sa victoire du classement Classique.
Elle conclut sa saison sur la finale au kilomètre vertical Chiavenna-Lagùnc. Peu à l'aise sur ce genre d'exercice, elle se classe à une modeste neuvième place. Cela lui suffit pour obtenir les points nécessaires au classement général qu'elle remporte avec 32 points d'avance sur la Britannique Charlotte Morgan. Elle termine en outre deuxième du classement Vertical.

### 2022: Confirmation
Elle poursuit sur sa lancée en dominant également la Coupe du monde de course en montagne 2022. Le 19 juin, elle est annoncée comme favorite sur la Montemuro Vertical Run. Elle assume son rôle et mène la course de bout en bout pour s'offrir la victoire, malgré la remontée de la Finlandaise Susanna Saapunki.
Le 10 juillet, elle survole les débats lors de la course de montagne du Grossglockner et s'impose avec trois minutes d'avance sur sa compatriote Lucy Wambui Murigi. Une semaine plus tard, elle s'envole littéralement sur la montée du Nid d'Aigle et remporte la victoire en 2 h 0 min 31 s, battant de six minutes le record féminin du parcours détenu par Isabelle Guillot depuis 2006. Avec ses trois victoires d'affilée, elle s'assure de la première place du classement Classique.
Le 30 juillet, elle doit faire face à l'Autrichienne Andrea Mayr sur l'édition inaugurale de la Giir di Mont Uphill. Elle parvient à gérer son avance en tête pour s'imposer.
Le 4 septembre, elle fait face à une forte concurrence sur le Trophée Nasego. Elle voit Andrea Mayr s'échapper en tête et filer vers la victoire. Joyce Muthoni Njeru parvient à lui emboîter le pas pour terminer deuxième. La semaine suivante, elle se rend en Espagne pour participer aux courses Vertical et 16K de Canfranc-Canfranc. Elle domine la Vertical de bout en bout pour remporter la victoire, puis s'envole sur le 16K et s'impose en 2 h 1 min 58 s, signant un nouveau record du parcours. Avec ses six victoires, elle s'offre son deuxième titre d'affilée en Coupe du monde.
Le 15 octobre, elle prend part aux championnats du monde militaires de cross-country à Beja. Elle se classe huitième et remporte la médaille d'argent au classement par équipes avec Purity Komen, Valentine Chepkoech et Perine Nenkampi.

### 2023: médaille mondiale et troisième Coupe
Le 10 juin 2023, elle prend le départ de l'épreuve de montée et descente aux championnats du monde de course en montagne et trail à Innsbruck. Elle prend un bon départ, courant dans le groupe de tête aux côtés de sa compatriote Valentine Jepkoech Rutto et mené par l'Américaine Grayson Murphy. Cette dernière creuse ensuite l'écart en tête. La Suédoise Tove Alexandersson double ensuite le groupe de poursuivantes pour talonner l'Américaine aux avant-postes. Joyce Muthoni Njeru doit ensuite faire face à la remontée de l'Ougandaise Annet Chemengich Chelangat qui double également le groupe. Cette dernière chute cependant dans la descente finale. Joyce Muthoni Njeru en profite pour s'offrir la médaille de bronze juste devant Valentine Jepkoech Rutto. Avec Philaries Jeruto Kisang septième, elle remporte de plus la médaille d'or au classement par équipes.
Le 2 juillet, elle prend un départ à la Montemuro Run et semble se diriger vers la victoire. Elle se fait toutefois surprendre par la remontée de Scout Adkin et termine deuxième.
Le 16 juillet, elle tire avantage des descentes du Fletta Trail pour rattraper et doubler ses adversaires. Elle s'offre sa première victoire de la saison en Coupe du monde. La semaine suivante, elle arrache la victoire sur la montée du Nid d'Aigle après une luttre serrée avec sa compatriote Philaries Kisang.
Le 6 août, elle domine la course Thyon-Dixence et s'impose devant ses compatriotes Philaries Kisang et Lucy Wambui Murigi. Elle signe un nouveau record féminin du parcours en 1 h 18 min 54 s, devenant la première femme à remporter l'épreuve en moins de 1 h 19.
Le 13 août, elle prend le départ de Sierre-Zinal sur un rythme prudent. Elle profite de la remontée de Sophia Laukli pour remonter en tête de course et doubler sa compatriote Philaries Kisang. Sophia Laukli creuse ensuite l'écart en tête pour s'offrir la victoire. Joyce Muthoni Njeru assure alors la deuxième place, quatre minutes derrière l'Américaine.
Le 8 septembre, elle domine la course Canfranc-Canfranc 16K et s'offre la victoire avec une confortable avance de dix minutes sur ses rivales.
Lors de la finale de la Coupe du monde sur la Sky Gran Canaria AA21, elle assume son rôle de favorite et mène la course de bout en bout, décrochant sa cinquième victoire de la saison. Elle remporte aisément le classement général de la Coupe du monde, devançant de 65 points Scout Adkin. Elle remporte de plus le classement classique grâce à ses quatre victoires, bien que trois lui suffisent pour décrocher le maximum de points. Elle remporte en outre le classement long grâce à ses deux podiums et en l'absence de concurrence sérieuse.

### 2024: Première Africaine en Golden Trail World Series
En 2024, elle se concentre à la fois sur la Golden Trail World Series et la Coupe du monde de course en montagne. Après un début timide avec une quatrième place sur le Kobe Trail au Japon, elle domine le Two Sisters Mountain Trail en Chine pour remporter sa première victoire en Golden Trail World Series.
En juin, elle prend part aux deux épreuves de la Broken Arrow Skyrace. Sur le kilomètre vertical, elle ne se laisse pas impressionner par les favorites locales et parvient à les doubler pour s'imposer. Deux jours plus tard, elle domine la Skyrace de bout en bout. 
Le 1er septembre, elle prend un bon départ aux côtés de ses compatriotes lors du Trophée Nasego. Mais alors qu'Andrea Mayr lance son attaque pour passer en tête, Joyce Muthoni Njeru s'accroche et profite de la descente finale pour la doubler et s'offrir la victoire.
Elle se rend ensuite aux États-Unis pour prendre part aux deux manches américaines de la Golden Trail World Series. Sur la Headlands 27K, elle se livre à un duel serré en tête avec Mădălina Florea. À mi-parcours, elle se détache seule en tête pour s'offrir la victoire. La semaine suivante, elle domine la Mammoth 26K de bout en bout.
Le 5 octobre, elle parvient à battre Scout Adkin pour s'imposer sur la course de Šmarna Gora. La semaine suivante, elle prend part à la finale de la Coupe du monde de course en montagne à Chiavenna. Terminant seulement cinquième du kilomètre vertical Chiavenna-Lagùnc, elle remporte le classement de la catégorie ayant participé à toutes les manches. Le lendemain, elle lance son attaque à mi-parcours du Val Bregaglia Trail pour s'offrir la victoire. Malgré cette dernière victoire, elle termine deuxième du classement général pour un point derrière Scout Adkin. Elle remporte toutefois le classement de la catégorie long grâce à ses deux victoires.
La semaine suivante, elle participe à la finale de la Golden Trail World Series courue à Ascona-Locarno. En tête du classement général, elle domine le prologue pour assoir son avance au classement général. Lors de la finale deux jours plus tard, elle fait face à sa compatriote Joyline Chepngeno en tête de course. Joyce Muthoni Njeru est ensuite victime d'une entorse à la cheville. Elle laisse filer sa rivale et parvient à assurer la troisième place sur le podium. Elle remporte le classement général et devient la première athlète africaine à remporter la Golden Trail World Series.

## Palmarès

### Course en montagne
| no  | féminin            | Course                                                           | Longueur | Départ             | Temps           |
| --- | ------------------ | ---------------------------------------------------------------- | -------- | ------------------ | --------------- |
| 16e | Médaille d'argent  | Val Gardena Mountain Run                                         | 14,5 km  | 9 juillet 2017     | 1 h 30 min 20 s |
| 11e | Médaille d'or      | Silvretta Run 3000 MEDIUM                                        | 29,9 km  | 14 juillet 2018    | 2 h 53 min 28 s |
| 32e | Médaille d'argent  | Mémorial Partigiani Stellina                                     | 14,5 km  | 26 août 2018       | 1 h 39 min 0 s  |
| 24e | Médaille d'or      | Course de montagne du Grossglockner                              | 13,4 km  | 11 juillet 2021    | 1 h 23 min 46 s |
| 2e  | Médaille d'or      | Silvretta Run 3000 SMALL                                         | 11,2 km  | 17 juillet 2021    | 44 min 7 s      |
| 37e | Médaille d'argent  | PizTri Vertical                                                  | 3,5 km   | 31 juillet 2021    | 41 min 16 s     |
| 20e | Médaille d'or      | Fletta Trail                                                     | 21 km    | 1er août 2021      | 1 h 38 min 44 s |
| 22e | Médaille d'or      | Semi-marathon de Krkonoše                                        | 21 km    | 15 août 2021       | 1 h 50 min 2 s  |
| 13e | Médaille d'or      | Course de montagne du Kitzbüheler Horn                           | 8,9 km   | 22 août 2021       | 1 h 1 min 41 s  |
| 19e | Médaille de bronze | Vertical Nasego                                                  | 3,7 km   | 4 septembre 2021   | 42 min 19 s     |
| 9e  | Médaille d'or      | Trofeo Ciolo                                                     | 11,7 km  | 26 septembre 2021  | 57 min 12 s     |
| 6e  | Médaille d'or      | Zumaia Flysch Trail Maratoia Erdia                               | 22,2 km  | 3 octobre 2021     | 1 h 41 min 32 s |
|     | Médaille d'argent  | Course du Mont Kenya                                             | 13 km    | 26 février 2022    | 52 min 36 s     |
| 14e | Médaille d'or      | Montemuro Vertical Run                                           | 9,5 km   | 19 juin 2022       | 1 h 0 min 33 s  |
| 33e | Médaille d'or      | Course de montagne du Grossglockner                              | 13,4 km  | 10 juillet 2022    | 1 h 25 min 56 s |
| 30e | Médaille d'or      | Montée du Nid d'Aigle                                            | 19,5 km  | 16 juillet 2022    | 2 h 0 min 31 s  |
| 51e | Médaille d'or      | Giir di Mont Uphill                                              | 9 km     | 30 juillet 2022    | 54 min 49 s     |
| 24e | Médaille d'argent  | Thyon-Dixence                                                    | 16,35 km | 7 août 2022        | 1 h 21 min 10 s |
| 21e | Médaille d'argent  | Trophée Nasego                                                   | 20,6 km  | 4 septembre 2022   | 1 h 50 min 14 s |
| 15e | Médaille d'or      | Canfranc-Canfranc Vertical                                       | 4,4 km   | 9 septembre 2022   | 44 min 4 s      |
| 15e | Médaille d'or      | Canfranc-Canfranc 16K                                            | 16 km    | 11 septembre 2022  | 2 h 1 min 58 s  |
| 3e  | Médaille de bronze | Championnats du monde de course en montagne - Montée et descente | 15,0 km  | 10 juin 2023       | 1 h 6 min 40 s  |
| 20e | Médaille d'argent  | Montemuro Vertical Run                                           | 10,4 km  | 2 juillet 2023     | 1 h 6 min 20 s  |
| 19e | Médaille d'or      | Fletta Trail                                                     | 21 km    | 16 juillet 2023    | 1 h 39 min 5 s  |
| 25e | Médaille d'or      | Montée du Nid d'Aigle                                            | 19,5 km  | 22 juillet 2023    | 2 h 6 min 28 s  |
| 16e | Médaille d'or      | Thyon-Dixence                                                    | 16,35 km | 6 août 2023        | 1 h 18 min 54 s |
| 67e | Médaille d'argent  | Sierre-Zinal                                                     | 31 km    | 12 août 2023       | 2 h 57 min 19 s |
| 23e | Médaille de bronze | Trophée Nasego                                                   | 20,6 km  | 3 septembre 2023   | 1 h 48 min 33 s |
| 14e | Médaille d'or      | Canfranc-Canfranc Vertical                                       | 4,4 km   | 8 septembre 2023   | 42 min 23 s     |
| 10e | Médaille d'or      | Canfranc-Canfranc 16K                                            | 16 km    | 10 septembre 2023  | 1 h 58 min 57 s |
| 18e | Médaille de bronze | Sky Gran Canaria A4Uphill                                        | 4,0 km   | 13 octobre 2023    | 22 min 12 s     |
| 13e | Médaille d'or      | Sky Gran Canaria AA21                                            | 22 km    | 15 octobre 2023    | 1 h 29 min 33 s |
| 16e | Médaille d'or      | Four Sisters Mountain Trail                                      | 22 km    | 27 avril 2024      | 2 h 25 min 25 s |
| 32e | Médaille d'or      | Broken Arrow Vertical Kilometer                                  | 4,8 km   | 21 juin 2024       | 45 min 39 s     |
| 34e | Médaille d'or      | Broken Arrow Skyrace 23K                                         | 21,75 km | 23 juin 2024       | 2 h 11 min 52 s |
| 19e | Médaille d'or      | Thyon-Dixence                                                    | 16,35 km | 4 août 2024        | 1 h 19 min 51 s |
| 25e | Médaille d'or      | Trophée Nasego                                                   | 20,6 km  | 1er septembre 2024 | 1 h 51 min 33 s |
| 1re | Médaille d'or      | Headlands 27K                                                    | 27 km    | 14 septembre 2024  | 2 h 17 min 34 s |
| 26e | Médaille d'or      | Mammoth 26K                                                      | 26 km    | 22 septembre 2024  | 2 h 11 min 56 s |
| 24e | Médaille d'or      | Course de Šmarna Gora                                            | 10 km    | 5 octobre 2024     | 49 min 43 s     |
| 25e | Médaille d'or      | Val Bregaglia Trail                                              | 23 km    | 13 octobre 2024    | 1 h 47 min 45 s |
| 1re | Médaille d'or      | Ascona-Locarno Trail - Prologue                                  | 7 km     | 17 octobre 2024    | 31 min 38 s     |
| 3e  | Médaille de bronze | Ascona-Locarno Trail - Finale                                    | 23,5 km  | 19 octobre 2024    | 2 h 13 min 31 s |
| 48e | Médaille de bronze | Trophée Nasego                                                   | 20,6 km  | 25 mai 2025        | 1 h 51 min 33 s |
| 39e | Médaille d'argent  | Broken Arrow Ascent                                              | 3,46 km  | 20 juin 2025       | 29 min 6 s      |
| 22e | Médaille d'or      | Broken Arrow Skyrace 23K                                         | 22,9 km  | 22 juin 2025       | 2 h 1 min 16 s  |
| 11e | Médaille d'argent  | Tepec Trail                                                      | 34 km    | 29 juin 2025       | 3 h 31 min 10 s |
| 33e | Médaille d'argent  | Vauban Mountain Trail                                            | 13,9 km  | 20 juillet 2025    | 1 h 17 min 11 s |
| 16e | Médaille d'or      | Thyon-Dixence                                                    | 15,7 km  | 3 août 2025        | 1 h 4 min 34 s  |

### Route
| Année | Compétition        | Lieu      | Place | Épreuve       | Performance     |
| ----- | ------------------ | --------- | ----- | ------------- | --------------- |
| 2022  | Course de Chiètres | ̼ Chiètres | 2e    | 15 kilomètres | 51 min 22 s     |
| 2022  | La Mezza di Torino | Turin     | 1re   | Semi-marathon | 1 h 13 min 23 s |

## Records
| Épreuve              | Performance     | Date            | Lieu     |
| -------------------- | --------------- | --------------- | -------- |
| 3 000 mètres         | 10 min 2 s 99   | 29 juillet 2017 | Andorf   |
| 5 000 mètres         | 16 min 45 s 58  | 15 mai 2021     | Nairobi  |
| 10 000 mètres        | 34 min 53 s 59  | 16 mai 2021     | Nairobi  |
| 3 000 mètres steeple | 11 min 33 s 35  | 25 juin 2014    | Nairobi  |
| 15 kilomètres        | 51 min 23 s     | 19 mars 2022    | Chiètres |
| Semi-marathon        | 1 h 13 min 23 s | 27 mars 2022    | Turin    |